# 충청북도제천교육지원청
충청북도제천교육지원청(忠淸北道堤川敎育支援廳, Chungcheongbuk-do Jecheon Office of Education)은 충청북도교육청 산하 교육지원청이다. 충청북도 제천시 청전동 청전대로1길 7에 소재해있으며, 제천시를 관할지역으로 하며, 학예에 관한 사무를 관장한다.
교육장은 장학관으로 보한다. 부서는 2과 2센터로 구성되어 교육과, 행정과, 학교지원센터, 특수교육지원센터가 있다. 교육과장은 장학관, 학교지원센터와 특수교육지원센터는 장학관이 겸임으로 보하며, 행정과는 지방교육행정사무관으로 보한다.

## 산하 기관

### 초등학교
| - 금성초등학교 - 남당초등학교 - 남천초등학교 - 내토초등학교 - 동명초등학교 - 두학초등학교 | - 명지초등학교 - 백운초등학교 - 봉양초등학교 - 송학초등학교 - 수산초등학교 - 신백초등학교 | - 왕미초등학교 - 용두초등학교 - 의림초등학교 - 입석초등학교 - 장락초등학교 - 제천덕산초등학교 | - 제천중앙초등학교 - 청풍초등학교 - 한송초등학교 - 홍광초등학교 - 화당초등학교 - 화산초등학교 |

### 중학교
| - 내토중학교 - 대제중학교 - 백운중학교 - 봉양중학교 | - 송학중학교 - 수산중학교 - 의림여자중학교 | - 제천덕산중학교 - 제천동중학교 - 제천여자중학교 | - 제천중학교 - 청풍중학교 - 한송중학교 |